# Bioestratigrafía
La bioestratigrafía es la disciplina, parte de la paleontología aplicada, que ordena y separa las unidades litológicas, los cuerpos de roca, en función de su contenido en fósiles. La unidad básica de estudio es la biozona.

## Unidades bioestratigráficas
Se denominan así a los cuerpos rocosos tangibles cuyos límites se definen mediante criterios paleontológicos. Se distinguen varios biohorizontes: primera aparición (BPA), la última presencia (BUP) y máxima abundancia. Se denomina biozona a un estrato o conjunto de estratos caracterizados por el contenido de ciertos taxones o por una asociación de taxones. Los tipos de biozonas son:
- Cronozona: Representa todas las rocas depositadas en el mundo en el transcurso del tiempo en que la especie vivió. Esto es una abstracción, ya que jamás se podrá establecer físicamente si tenemos en cuenta las velocidades de evolución como la presencia de barreras que limitan la dispersión geográfica.
- Biozona de conjuntos (cenozona): BPA y BUP de tres o más taxones.
- Biozona de apogeo: Límites cuantitativos marcados por cambios bruscos de la abundancia del taxón seleccionado.
- Biozona de intervalo: BPA y BUP de determinados taxones. Hay cinco tipos de zonas del intervalo.

La bioestratigrafía correlaciona, gracias a los fósiles, unidades estratigráficas separadas en el espacio; es decir, establece la equivalencia cronológica. La correlación puede hacerse por diversos métodos, de los cuales sólo algunos hacen uso de los fósiles (litología, quimioestratigráfica, etc.). Sin embargo, los fósiles representan los instrumentos más importantes de correlación cronológica. El establecimiento de la equivalencia bioestratigráfica es el primer paso. Luego puede demostrarse que esta equivalencia supone equivalencia cronológica aproximada, o sea, correlación.

## Historia
La bioestratigrafía tuvo gran relevancia en el siglo XVIII, cuando la paleontología amplió su función de catalogación y descripción de los seres del pasado para darle un enfoque estratigráfico. Resultaba útil conocer qué fósiles había en cada estrato para fechar otros que no tuvieran restos de vida. Así, la paleontología olvidó sus implicaciones paleobiológicas y se convirtió en una disciplina al servicio de la geología, lo que produjo un desfase considerable entre su propia definición y la realidad. Más recientemente se retomó su definición original hasta nuestros días.[cita requerida]